# 마샬 마네쉬
마샬 마네쉬(Marshall Manesh, 1950년 8월 16일 ~ )는 이란과 미국의 배우이다.
마슈하드에서 태어났다.

## 출연 작품
- 지미 베스트부드: 아메리칸 히어로 (2016년)
- 쉬린 인 러브 (2014년) - 네이더 역
- 밤을 걷는 뱀파이어 소녀 (2014년) - 호세인 역
- Commander and Chief (2012)
- 더 씽스 위 캐리 (2009년)
- 엑스트랙트 (2009년)
- 서기 1년 (2009년)
- 크로싱 오버 (2009년)
- 팬츠 온 파이어 (2008년)
- 양파 무비 (2008년)
- 캐리비안의 해적 - 세상의 끝에서 (2007년)
- 포세이돈 어드벤처 (2005년)
- 이슬람 세계에서 코미디 찾기 (2005년)
- LA 폭동 (2005년)
- 레이즈 유어 보이스 (2004년)
- 서바이빙 크리스마스 (2004년) - 제니터 역
- 히달고 (2004년)
- Point of Origin (2002)
- 스틸링 하바드 (2002년)
- 쇼타임 (2002년)
- 스트레인지 로이어 (2001년)
- 라스트 프로듀서 (2000년)
- 가디언 (2000년)
- 위대한 레보스키 (1998년)
- 카잠 (1996년)
- 트루 라이즈 (1994년) - 자말 카레드 역

### 텔레비전
- 윌 앤 그레이스 (1999-2003)
- 내가 그녀를 만났을 때 (2005-14)